# دهلیوری
دهلیوری یک شرکت هندی تدارکات و زنجیره تامین است که در گورگان مستقر است.  در سال ۲۰۱۱ توسط ساهیل باروا، موهیت تاندون، بهاوش مانگلانی، سوراج ساهاران و کاپیل بهاراتی تاسیس شد. این شرکت تا سال ۲۰۲۱ دارای بیش از ۸۵ مرکز تکمیل ، ۲۴ مرکز مرتب‌سازی خودکار، ۷۰ هاب، بیش از ۷۵۰۰ مرکز شریک و بیش از ۳۰۰۰ مرکز تحویل مستقیم است.  حدود دوسوم درآمد آن از ارائهٔ خدمات لجستیک و تحویل شخص ثالث به شرکت‌های تجارت الکترونیک است. 

## تاریخچه
ابتدا به عنوان یک ارائه‌دهندهٔ خدمات تحویل سریع محلی برای فروشگاه‌های آفلاین ، ارائهٔ گل و غذا به صورت محلی در شهر گوروگرام برای چند ماه اول از زمان آغاز به کار مفهوم‌سازی شد.    در آن زمان، بخش خرده‌فروشی آنلاین و تجارت الکترونیک به سرعت در هند در حال گسترش بود و سرمایه‌گذاران جهانی علاقهٔ زیادی به این صنعت نشان دادند. 
در مارس ۲۰۱۹، دهلیوری بزرگترین دور سرمایهٔ خود را با سرمایه‌گذاری ۴۱۳ میلیون دلاری از گروه سافت بانک جمع‌آوری کرد.  در ماه مه ۲۰۲۱، دهلیوری فاش کرد که ۲۷۷ میلیون دلار بیشتر در دور سرمایه‌گذاری به رهبری گروه سرمایه‌گذاری فیدلیتی جمع‌آوری کرده است و ارزش بازار آن را به نزدیک به ۳ میلیارد دلار رسانده است. 